# Year of the Cat
Year of the Cat ist ein Song des britischen Singer-Songwriters Al Stewart aus dem Jahr 1976. Co-Autor ist der britische Keyboarder Peter Wood, von dem das einleitende Piano-Riff stammt. Stewarts Text handelt von einer befristeten Liebesaffäre in einem fremden Land. Year of the Cat ist das Titelstück des gleichnamigen Albums aus dem Jahr 1976 und blieb Stewarts bekanntestes Lied. Die Single erreichte Top-Ten-Positionen in mehreren Musikcharts.

## Text und Musik
In einem Land, in dem die Zeit stehengeblieben ist, erscheint vor dem Protagonisten, der durchweg in der zweiten Person angesprochen wird, eine Frau, die ihm den Kopf verdreht. Sie führt ihn durch eine Geheimtür bei den Marktständen und beantwortet keine Fragen, außer dass sie aus dem „Jahr der Katze“ komme. Als er nach einer gemeinsamen Nacht erwacht, ist der Reisebus bereits weg und sein Ticket verlorengegangen. So hat er keine Wahl, als bei der Frau zu bleiben. Er weiß, dass er sie eines Tages verlassen wird, doch im Moment verweilt er im Jahr der Katze.
Die erste Strophe spielt auf den Film Casablanca mit Humphrey Bogart und Peter Lorre an. Der Titel greift eine Bezeichnung für eine befristete Beziehung aus den 1960er Jahren auf. Stewart stellte sich die marokkanische Stadt Casablanca als Handlungsort vor und seine Figuren als Touristen auf der Durchreise. Die mysteriöse Frau sah er als Hippie aus Kalifornien mit Faible für Astrologie. Ihn reizte die Situation einer Liebe auf Zeit, die um ihre Endlichkeit weiß, aber das Beste daraus macht.
Das einleitende Piano-Riff, das Steve Sullivan als „unwiderstehlich“ (engl. „compelling“) bezeichnet, wird von Peter Wood gespielt, die Gitarre von Tim Renwick, das Arrangement der Streichinstrumente stammt von Andrew Powell. Ein ungewöhnliches Instrument für den vom Folk-Rock stammenden Stewart war das Solo des Altsaxophons von Phil Kenzie zum Ausklang des Stücks. Obwohl Stewart den Klang von Saxophonen generell nicht mochte – sie hörten sich für ihn an wie eine „verwundete Kuh“ (engl. „wounded cow“) – stimmte er letztlich der Idee des Produzenten Alan Parsons zu.
Die Musik wird vom Magazin Record Collector als Soft Rock eingeordnet, die Stimmung sei sonnig und optimistisch, das Lied gut geeignet fürs Radio. Laut Stewart Mason herrscht trotz allem zeittypischen Weltschmerz eine locker-lässige Stimmung, vergleichbar etwa mit Gerry Raffertys Baker Street. Den langen Instrumentalteil vor der letzten Strophe, in dem verschiedene Instrumentensoli ineinander überblenden, nennt er ein „Wunderwerk des Soft Rocks der 1970er“ (engl.: „a marvel of ’70s soft rock“). Für Steve Sullivan ist der Song eine „meisterhafte Kurzgeschichte“ (engl. „masterful short story“), detailreich und mit cineastischer Atmosphäre, in der Stewarts Begabung fürs Geschichtenerzählen zum Tragen komme. Das offene Ende wecke die Frage nach dem weiteren Schicksal der Figuren.

## Entstehungsgeschichte und Veröffentlichung

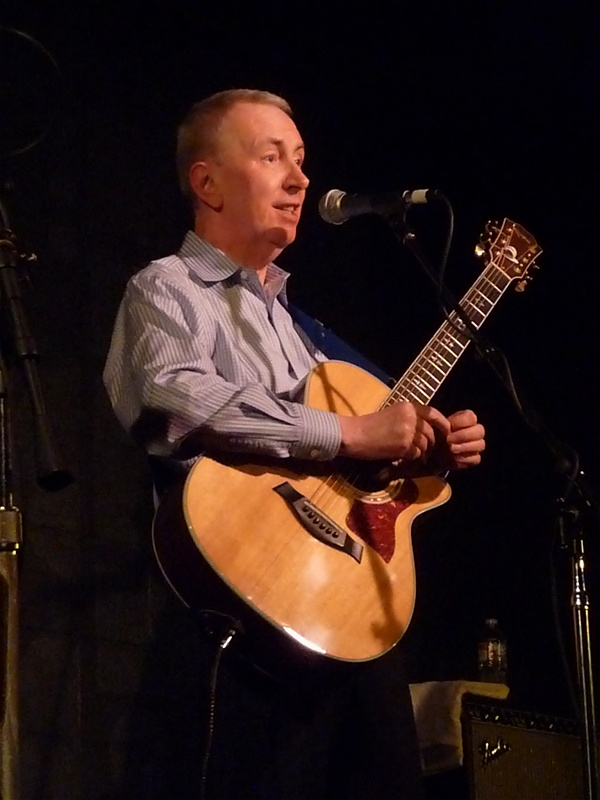
Al Stewart (2010)

Wie es bei den Kompositionen von Al Stewart üblich ist, entstand die Musik von Year of the Cat vor dem Text. Sie beruht auf einem Riff, den der Keyboarder Peter Wood regelmäßig bei den Proben auf einer Tournee mit Stewart anstimmte. Stewart wollte die Melodie mit einem Text unterlegen, was sich jedoch als schwierig erwies. Zum Titel inspirierte ihn ein Buch über vietnamesische Astrologie seiner damaligen Freundin. Während Vietnam die meisten Tierkreiszeichen mit der chinesischen Astrologie teilt, heißt das „Jahr des Hasen“ dort traditionell „Jahr der Katze“. Experten sind sich uneins, ob dies auf mythologische Unterschiede oder schlicht den ähnlichen Klang der Worte in chinesischer und vietnamesischer Sprache zurückzuführen ist.
Nachdem Stewarts erste Versuche mit der Wortkombination Year of the Cat zu keinem befriedigenden Ergebnis führten, schrieb er unter dem Titel Foot of the Stage eine Hommage an den britischen Komiker Tony Hancock, der sich im Jahr 1968 das Leben genommen hatte. Allerdings war Hancock im amerikanischen Markt unbekannt, und Stewart kehrte zurück zu seiner ersten Idee, die sich zu einem Lied über eine kurze Affäre mit einer jungen Frau in Nordafrika entwickelte. Das Album wurde in den damals schon berühmt gewordenen Abbey Road Studios aufgenommen.
Das Plattenlabel RCA Records musste anfänglich erst davon überzeugt werden, das Titelstück des Albums als Single zu veröffentlichen. Die Singlefassungen wurden in unterschiedlichen Ländern zum Teil erheblich gekürzt. So ist die Laufzeit der italienischen Single-Veröffentlichung gerade mal etwas mehr als halb so lang wie diejenige der Albumversion.

## Rezeption
Die Single Year of the Cat erreichte im amerikanischen Markt Platz 8 in den Billboard Hot 100 und Platz 4 bei Record World, in den kanadischen Charts Platz 3 und in den britischen Charts Platz 31. In den niederländischen Dutch Charts erreichte der Song Platz 6, in Belgien Platz 9 (Flandern) bzw. 18 (Wallonie), in Neuseeland Platz 15.
Nach Stewarts eigenen Angaben ist Year of the Cat sein berühmtester Song, der ihn in den Augen vieler zu einem One-Hit-Wonder machte. Es ist das Lied, mit dem er bis in die Gegenwart identifiziert wird. Er sieht es als seine  Visitenkarte, die noch immer seine Konzerte füllt, weil das Lied die Menschen einfacher erreiche, als dies seine schwierigeren, ernsteren und poetischeren Songs schafften. Daher ordnet er es als Popmusik ein.
Coverversionen des Liedes spielten unter anderem Bastet One feat. Daniel Gomez (1992), F. R. David (1999) und Psapp (2006) ein.